# Iljko
Iljko (v prepisu kot Yllicus), izmišljeni hrvaški knez, druga polovica 9. stoletja. 
Po tradicionalnem zgodovinopisju naj bi bil Iljko sin Domagoja in naj bi po njegovi smrti vladal med letoma 876 in 878. V resnici se Iljko v zgodovinskih virih sploh ne pojavlja; Mihajlo Dinić je uspel dokazati, da je prepisovalec Dandolove Male kronike iz pridevnika pomotoma naredil ime Yllicus.